# Browallia dilloniana
Browallia dilloniana är en potatisväxtart som beskrevs av Limo, K.Lezama och S.Leiva. Browallia dilloniana ingår i släktet browallior, och familjen potatisväxter. Inga underarter finns listade i Catalogue of Life.